# Föhrensee

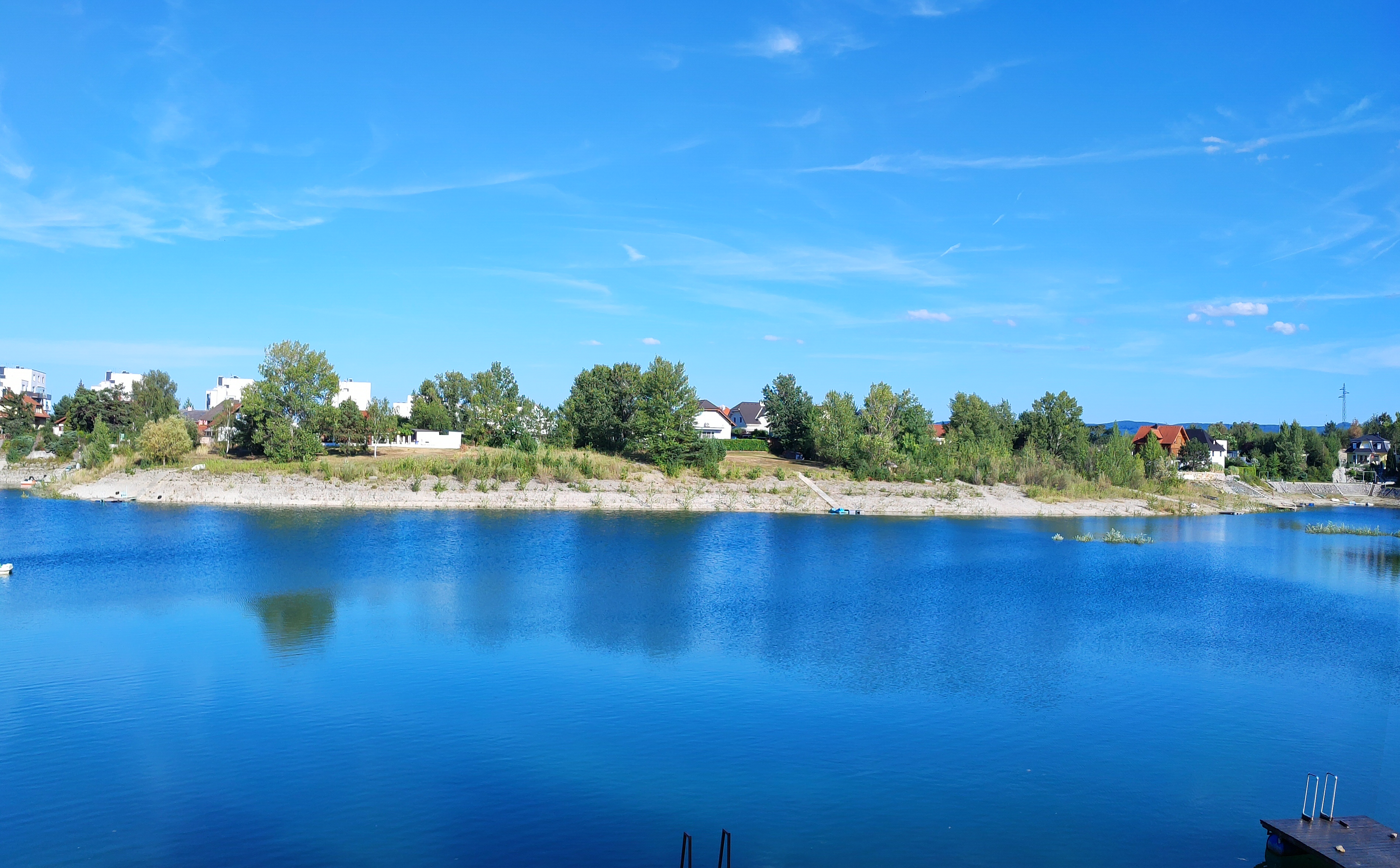
Föhrensee bei Wiener Neustadt 2024

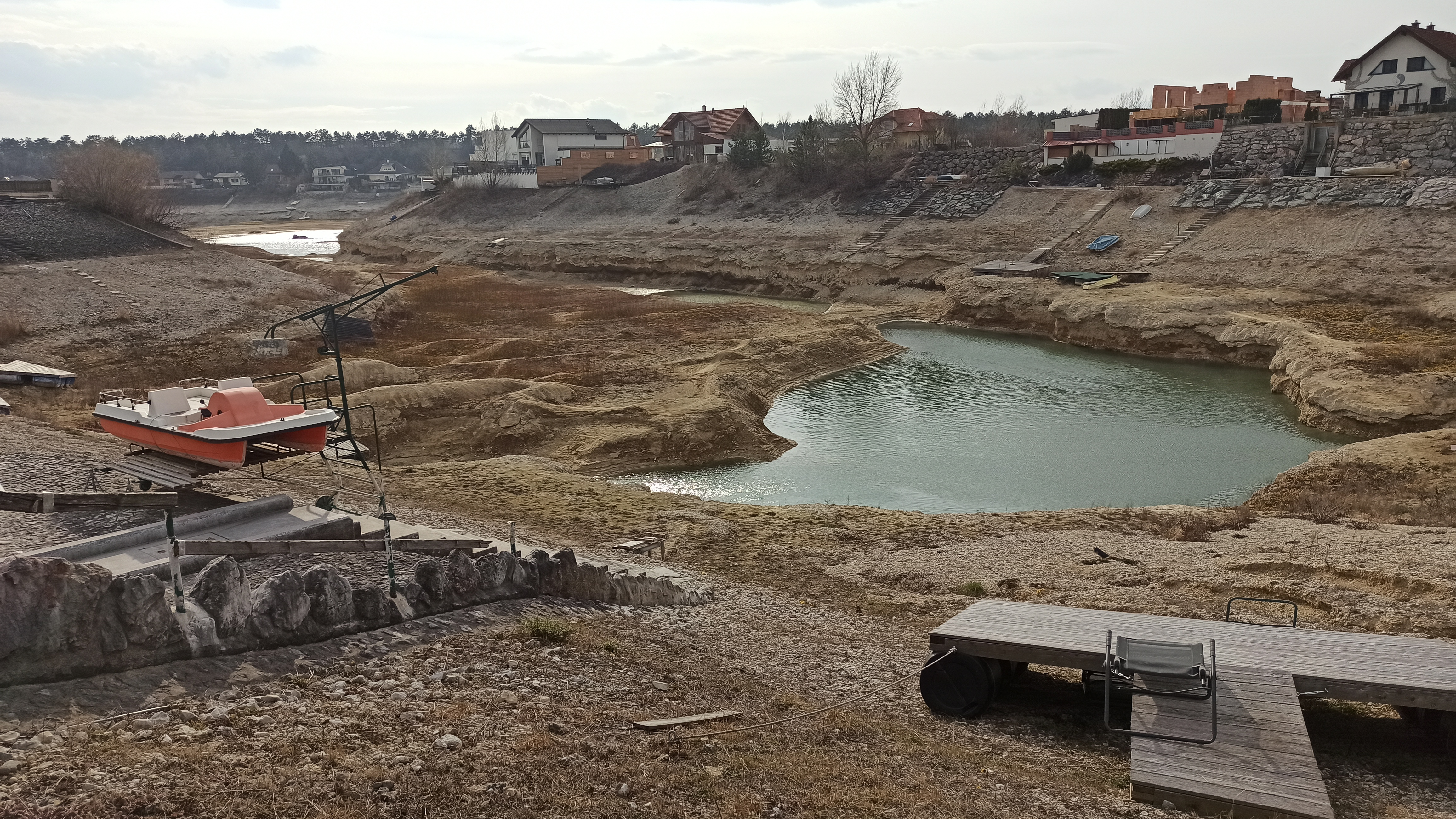
Föhrensee niedriger Grundwasserspiegel 2023

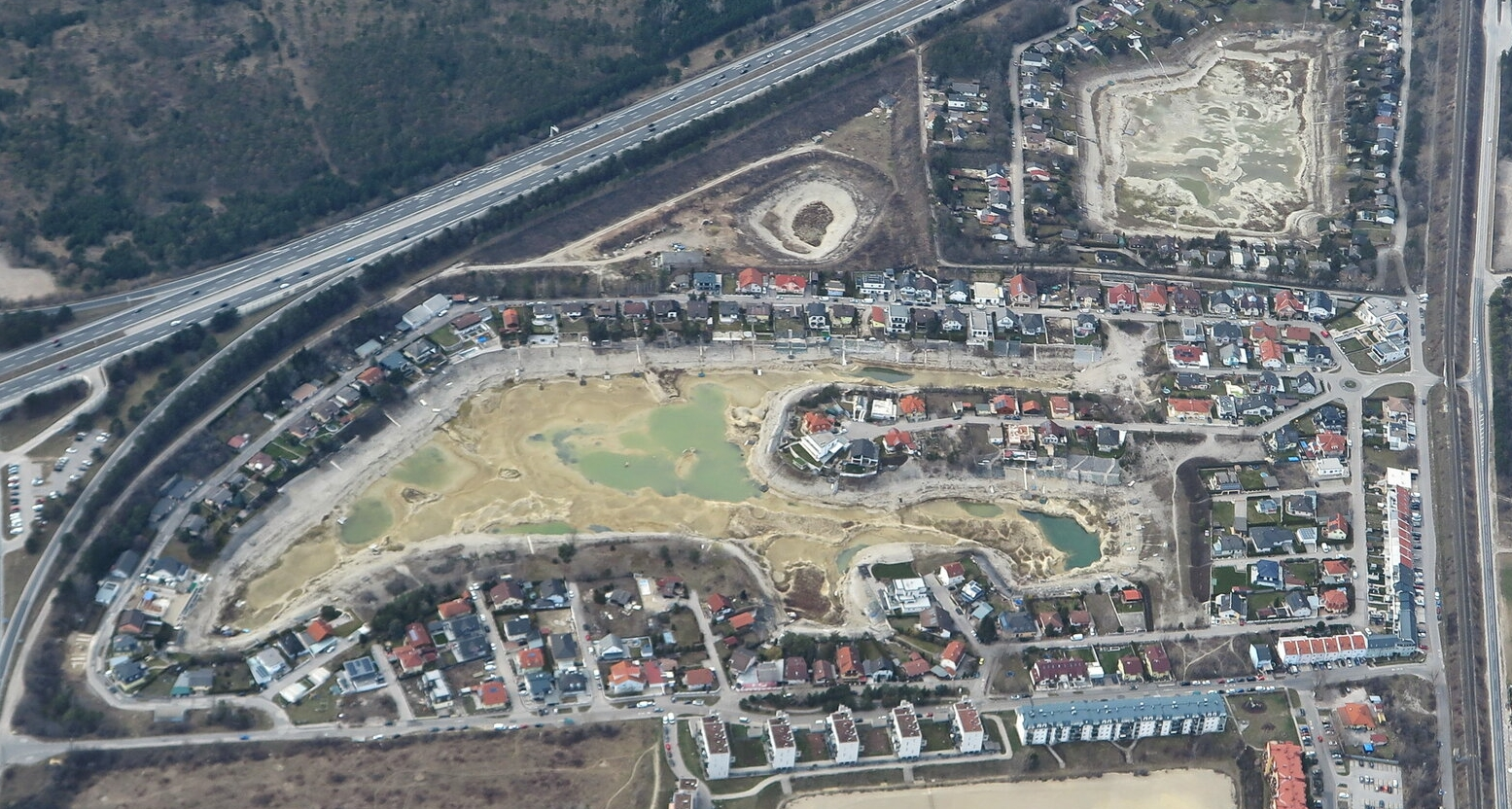
Föhrensee Luftaufnahme 2023

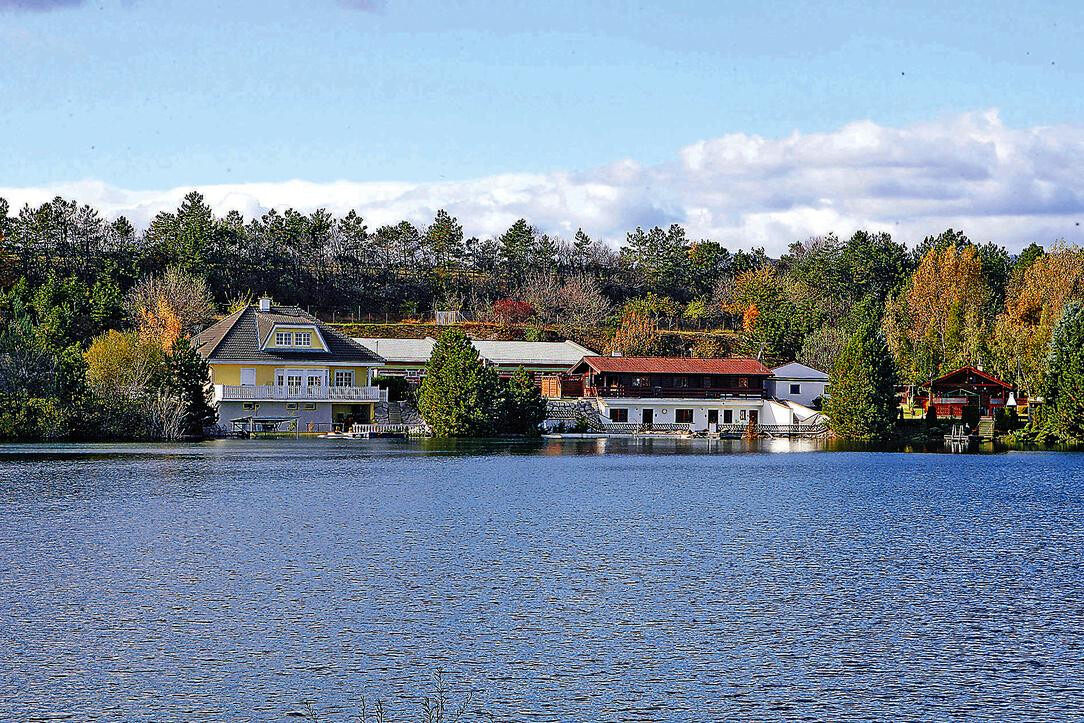
Föhrensee hoher Grundwasserspiegel 2008

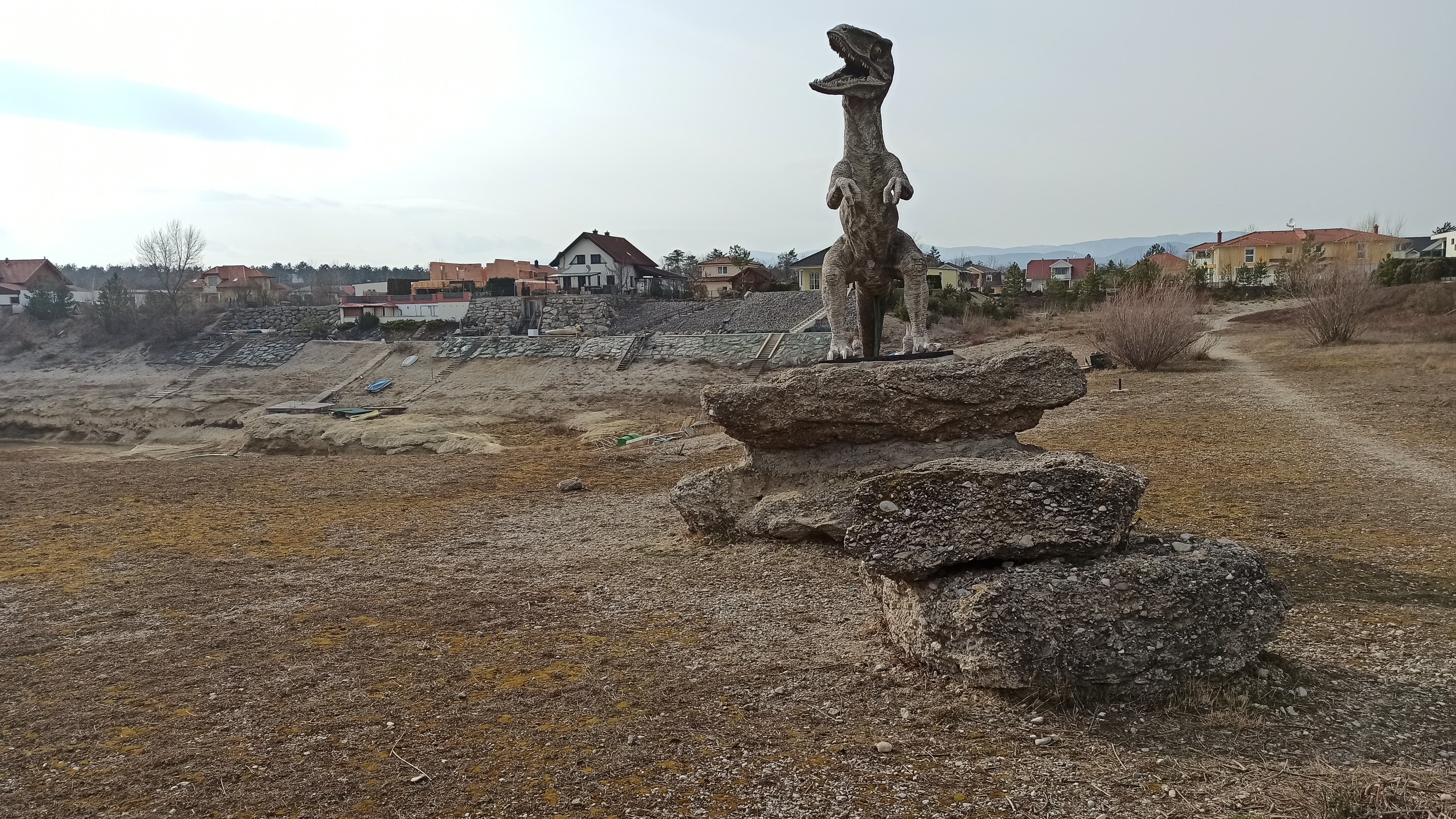
Erhaltenes Konglomerat und die Plastik eines Sauriers

Der Föhrensee befindet sich in der Stadtgemeinde Wiener Neustadt in Niederösterreich. Der See hat je nach Grundwasserstand eine Wasserfläche zwischen 3 und 8 Hektar.

## Geschichte
Der Föhrensee entstand aus einer Schottergrube, wobei die Gallos Projektbau Ges.m.b.H. parzellierte Bau- und Eigengründe anbot für ein Erholungszentrum an einem See mit Sauna, Tennis und vielen anderen Sportmöglichkeiten. 1985 ersteigerte der Kaufmann Nikolaus Franko die Gründe des Föhrensees aus der Konkursmasse der Gallos und Stockinger GesmbH. Der Föhrensee glich einer großen Baustelle, viele Grundstücke existierten noch nicht, weil sie noch nicht aufgeschüttet waren. Am Schaukasten der Wassergenossenschaft teilte Franko mit, dass er auf den Wasserrechtsbescheid und auch auf die Entscheidung bzgl. Forderungen der Stadtgemeinde wartet, erst danach könne er mit der Sanierung beginnen und Gründe verkaufen. Aufgrund der starken Niederschläge stand das Grundwasser hoch.
Nachdem 1999 Ernst Rieberer als Geschäftsführer der AGE Freizeitanlagen Betriebs GmbH und der AGE HandelsgmbH neuer Mehrheitseigentümer des Föhrensees wurde, treffen sich die Miteigentümer vermehrt vor Zivilrichtern am Bezirks- und Landesgericht Wiener Neustadt. Aufgrund der Klagen gegen Anrainer hatte sich die Interessensgemeinschaft Föhrensee gebildet. Rieberer habe ohne Zustimmung der Anrainer Nassbaggerungen am Föhrensee vorgenommen und wollte danach dafür Geld von den Anrainern.
Der Mehrheitseigentümer Ernst Rieberer hatte den See aufgrund eines Bescheides ausbaggern lassen, zur Bezahlung der Ausbaggerung gibt es mit anderen Seeanrainern einen Rechtsstreit, das Verfahren wurde vom Oberlandesgericht ans Landesgericht retourniert. Bürgermeister Bernhard Müller kann vermitteln aber keine Lösung erzwingen. Rieberer würde seine Mehrheitsanteile am Föhrensee gegen den Achtersee eintauschen. Laut Rieberer könnte die Stadtgemeinde auf den allgemeinen Flächen einen öffentlichen Badebereich am Föhrensee anbieten. Er würde den Achtersee ausbaggern und ebendort eine Freizeitanlage errichten. Schließlich erfolgte per Wasserrechtsbescheid vom 11. Jänner 2010 die Festlegung der Folgenutzung als Badesee für einen eingeschränkten Personenkreis mit Gestattung einer Nutzung des natürlich aufkommenden Fischbestandes in Form extensiver Angelfischerei.

### Zu viel Grundwasser
Aufgrund des Grundwasseranstieges standen 2008 Kellerräume der Anrainerbauten unter Wasser. Die Notfallmaßnahme bestand darin, dass mit einer mobilen Pumpenanlage der Feuerwehr wie schon 2003 Wasser vom Föhrensee in den Achtersee gepumpt wurde. Über eine Schlauchleitung von 800 m konnten rund 3000 Liter pro Minute abgeleitet werden. Der Pegel konnte dadurch ausreichend gesenkt werden, so Thomas Schuster, Obmann der Interessensgemeinschaft Föhrensee.

### Zu wenig Grundwasser
Anfang 2023 betrug die Wassertiefe im stark geschrumpften See nur noch 1 bis 1,5 m. Dies ist der tiefste Stand seit Aufzeichnungsbeginn 1950. Der Bestand an Edelkrebsen (Astacus astacus) ist in Gefahr. Eine Reduktion der Grundwasserentnahme durch die Stadt Wiener Neustadt sowie die Beendigung der vollständigen Ausleitung des Wassers der Schwarza in den Kehrbach für den Betrieb der Kleinwasserkraftwerke der EVN AG ist nicht in Sicht. Laut Zentralanstalt für Meteorologie und Geodynamik regnete es im Raum Wiener Neustadt im Winter 2023 österreichweit am wenigsten und mit nur 46 Liter pro Quadratmeter unter dem langjährigen regionalen Durchschnitt von 76 Litern.

## Kunst am Bau
Im Jahr 2020 ging die NÖN der Frage nach, wie es zum Dinosaurier beim Föhrensee kam. Ernst Rieberer teilte dazu der NÖN mit, dass bei der Ausbaggerung hartes Konglomerat des Schotters abgebaut und auf einer öffentlichen Freifläche deponiert wurde. Er kaufte dafür einen großen Dinosaurier aus Fiberglas zu. Wo er den Dinosaurier gekauft hatte, kann er sich nicht mehr erinnern.